# An der Riviera
An der Riviera ist ein US-amerikanisches Musical von Walter Lang mit Danny Kaye, der für seine Leistung den Golden Globe Award in der Kategorie Bester Darsteller erhielt. Er verkörpert in einer Doppelrolle sowohl einen französischen Fluglinienbesitzer als auch einen amerikanischen Komiker. An seiner Seite spielen Gene Tierney und Corinne Calvet die weiblichen Hauptrollen. Der Film ist vage angelehnt an das deutschsprachige Lustspiel Die Nacht vor dem Ultimo von Rudolf Lothar und Hans Adler.

## Handlung
Der US-amerikanische Entertainer Jack Martin und seine französische Freundin Colette treten gerade in einem Nachtclub an der, wie der Filmtitel verrät, „Riviera“ Frankreichs, hierzulande besser bekannt als Côte d’Azur, auf, als die Gäste plötzlich ins Freie strömen, um einer Fernsehübertragung beizuwohnen. Gezeigt wird, wie der berühmte französische Flieger und Airline-Besitzer Henri Duran mit seinem Flugzeug landet. Duran gilt als romantischer Schwerenöter, der nichts anbrennen lässt. Er wird von seiner reizenden und gutmütigen Gattin Lilli sowie zwei Partnern, Philippe Labrix und Louis Forel, willkommen geheißen. Jack ist total verblüfft von seiner Ähnlichkeit mit Duran und weiß diese sogleich zu nutzen. Der Nachtclubbetreiber Capeaux droht nämlich mit dem Rauswurf Martins, sollte dieser nicht endlich einmal etwas Sensationelles aufführen, und so entscheidet sich der Amerikaner, ab sofort den französischen Volkshelden nachzuahmen.
Eines Abends besuchen ausgerechnet Henri Duran nebst Gattin sowie Louis Forel Jacks Vorstellung, als dieser erstmal den Duran gibt. Henri gefällt Jacks Darstellung seiner selbst, vor allem als unerbittlicher Schürzenjäger. Nach der Vorstellung will der Franzose den Amerikaner kennenlernen und geht hinter die Bühne. Auf dem Weg dorthin begegnet er auch Jacks Partnerin Colette und ist von ihr entzückt. Berauscht von ihrer Schönheit, lädt Henri Colette dazu ein, ihn auf seine demnächst stattfindende Party auf seinem Anwesen zu begleiten. Die aber ist ihrem Jack treu und schlägt die Einladung aus. Während Henri mit seiner Landsmännin anbändelt, begibt sich Jack Martin an die Bar, wo er wiederum seine Landsmännin Lilli aber auch Henris Geschäftspartner Louis kennen lernt. Lilli fühlt sich geschmeichelt, dass dieser Jack, der ihrem Gatten bis aufs Haar gleicht aber viel stärker als er an ihr interessiert zu sein scheint, mit ihr flirtet. Colette sieht mit Unbehagen, wie „ihr“ Jack Lilli schöne Augen macht und wirft ihm in einem Eifersuchtsanfall ihren Geldbeutel entgegen. Etwas später sehen Philippe und Louis wie Lilli sich mit Felix Periton unterhält, dem größten Rivalen Henris. Dem finanziell potenten Periton wird nachgesagt, er habe die Absicht, Henri als Geschäftskonkurrenten auszuschalten.
Duran ist nämlich gerade knapp bei Kasse und benötigt dringend Peritons Geld. Daher zögert Konkurrent Periton seine Unterschrift unter einem Kaufvertrag hinaus, um Duran dadurch in den Bankrott zu treiben. Lilli, die nichts von den Problemen ihres Gatten weiß, lädt derweil Periton zu der anstehenden Party im Haus ihres Gatten ein, zu dem dieser soeben auch Colette eingeladen hatte. Was nur Philippe und Louis wissen, ist, dass Henri klammheimlich nach London abgereist ist, um sich dort ein Darlehen zu besorgen. Damit Periton keinen Wind davon bekommt, bitten Philippe Labrix und Louis Forel den Imitator Jack, die Performance seines Lebens zu geben und vor Periton den Henri zu spielen. Lilli, die nichts von dem ernsten Hintergrund des Personen-Austauschs ahnt, aber natürlich erkennt, dass vor ihr nicht Henri steht, ist derart amüsiert, dass sie ahnungslos bei der Charade mitspielt. Als das Gespräch zwischen Periton und dem falschen Henri in die Tiefe geht und wirtschaftliche Details besprochen werde sollen, sodass er überfordert sein könnte, lotsen ihn Labrix und Forel mit einem vorgetäuschten Anruf seitens des französischen Luftfahrtministeriums von Periton fort. In der Zwischenzeit ist Colette stocksauer, dass ihr Jack wie vom Erdboden verschluckt ist und nimmt nun doch Henris Einladung zu seiner Feier an – und sei es nur, um Jack eifersüchtig zu machen.
Colette erkennt an einem Detail, dass es sich bei dem vermuteten Henri Duran auf der Feier um ihren Jack handeln müsse und behauptet ihm gegenüber, dass ihr Brötchengeber Capeaux beider Auftritt im Nachtclub bereits als Aufzeichnung an das Fernsehen verkauft habe. Jack will deshalb gerade gehen, doch kehrt in diesem Moment Duran aus London in seine Partyresidenz zurück und sieht, wie Jack ihn in seiner Meistervorstellung nachmacht. Colette warnt Jack, dass sie ihre Beziehung zu ihm beenden werde, wenn er sich auf Lilli einlassen sollte. Wenig später gerät Jack auf der Feier in einen Hinterhalt Peritons, der Henri vor sich glaubt. Er besteht darauf, die Details des angeblichen Verkaufsgesprächs mit dem Luftfahrtministerium zu erfahren. Duran und seine beiden Partner warten gespannt auf die Ergebnisse von Periton und Jacks (alias des falschen Henris) „Verhandlungen“. Periton aber sagt nichts darüber und geht. Duran, der sich darum sorgt, dass seine Frau Lilli (die mutmaßlich noch immer glaubt, dass Jack ein plötzlich wundersamerweise „gewandelter“ Henri wäre) nun in Jack verliebt sein könnte, sagt ihr nicht, dass er von Jack gedoubelt wurde.
Lilli Duran ist bei weitem nicht so naiv, als dass sie mittlerweile nicht längst den Braten gerochen hätte. Sie hat erkannt, dass Jack unmöglich ihr Gatte Henri sein konnte. Bald ist die allgemeine Verwirrung sehr groß, und allenfalls Jack und Henri wissen noch, wer wer ist. Plötzlich taucht Periton wieder auf und bietet seinem Widersacher 30 Milliarden französische Francs für dessen Flugzeuge an. Doch wen hat er vor sich? Henri, wie er glaubt? Oder Jack? Es ist tatsächlich der Amerikaner, der seine Rolle bis zur Perfektion zu Ende spielt. Duran lässt sich derweil eine barmherzige Lüge einfallen, um den Beziehungsknoten zwischen ihm und Colette und Jack und Lilli aufzulösen. Er lässt Gattin Lilli glauben, sie habe zuletzt die Liebesnacht mit Jack anstatt mit ihm verbracht. Die ist darüber sehr vergrämt, hatte sie doch nie ernsthaft die Absicht gehabt, ihren Henri zu betrügen, allenfalls eifersüchtig zu machen – nicht unähnlich der Absicht Colettes gegenüber ihrem Jack. Der wiederum gibt seinem täuschend ähnlichen Doppelgänger den Ratschlag, sich zukünftig mehr um seine schöne Gattin zu kümmern, anstatt weiter den Hallodri zu geben. Am nächsten Abend sitzt das Ehepaar Henri und Lilli Durand wieder im Nachtclub und amüsiert sich über die Parodie von Jack, der zu seiner Colette zurückgefunden hat.

## Produktionsnotizen
Die Dreharbeiten zu An der Riviera begannen am 18. September 1950 und endeten Mitte Dezember desselben Jahres. Kleinere Nachdrehs gab es im Februar 1951. Am 23. Mai 1951 erfolgte die Welturaufführung in New York, die deutsche Erstaufführung von An der Riviera fand am 24. April 1953 statt.
Folgende Musiknummern sind zu hören, vier davon schuf Kayes Ehefrau Sylvia Fine:
- „On the Riviera,“ „Rhythm of a New Romance,“ „Popo the Puppet“ und „Happy Ending“. Musik und Text von Sylvia Fine
- „Ballin' the Jack“. Musik von Chris Smith, Text von Jim Burris
- „Ballin' Le Jaques“. Musik von Chris Smith, Text von Andre Touffel.

Bauten und Ausstattung: siehe unter Nominierungen. Charles G. Clarke erstellte die Kameraaufnahmen vor Ort an der Riviera. Travilla zeichnete für die Kostüme verantwortlich, Oleg Cassini für die Garderobe Gene Tierneys. Kostümbildner Charles Le Maire übernahm die Garderobenleitung. Maskenbildner Ben Nye zeichnete für das Makeup verantwortlich. Earle Hagen und Cyril J. Mockridge waren beide (neben Newman) ungenannt an der Musikkomposition beteiligt.

## Vorhergehende Verfilmungen
Der beliebte Stoff wurde bereits zweimal zuvor verfilmt:
- 1935 als Folies Bergère de Paris mit Maurice Chevalier, Merle Oberon und Ann Sothern
- 1940 als Carioca mit Don Ameche, Alice Faye und Carmen Miranda.

## Preis-Nominierungen
Der Film erhielt zwei Oscar-Nominierungen:
- Beste Musik für Alfred Newman
- Beste Filmbauten/Ausstattung für Lyle R. Wheeler, Leland Fuller, Joseph C. Wright, Thomas Little und Walter M. Scott.

## Kritiken
Die Kritiken reagierten einst auf diese Danny-Kaye-Komödie ungewöhnlich distanziert, bisweilen sogar mit Ablehnung. Nachfolgend einige Beispiele:
Bosley Crowther schrieb in der New York Times über An der Riviera: „unabhängig von Mr. Kays Hang zu zwei (oder sogar mehreren) Rollen […] hätte man sicherlich etwas Besseres für die Leistung dieses brillanten Komikers finden können als diese abgedroschene und unaufregende Geschichte. […] Und etwas Besseres bezüglich der Musiknummern hätte man ebenfalls ausgegraben können. […] Im Übrigen ringt Mr. Kaye tapfer – und ein wenig zu ernst – mit den Rollen des Nachtclub-Entertainers und berühmten Flugfinanziers. Er handhabt diese schlaffe Komödie der Irrtümer so, als ob er nicht wüsste, dass die Handlung zu durcheinander ist, um ihr zu folgen […] Selbst seine strengen Verkörperungen der beiden sich ähnelnden Männer sind so nah in Gestaltung und Beschaffenheit, sodass es diesem Kontrast an humoriger Neuartigkeit mangelt.“
Im Spiegel konnte man im Sommer 1953 lesen: “Ein mehr von Landschafts- als von Pin-up-Reizen zehrendes ‚Musical‘ um Danny Kaye, den (diesmal in einer ausgiebigen Doppelrolle) zart spielenden und überdreht tanzenden Spitzenkomiker Amerikas. Gene Tierney […] hat als Kayes Partnerin nur Mannequin-Aufgaben.”
Hal Erickson urteilte: „Da ein wenig zu kopflastig hinsichtlich der Handlung, muss An der Riviera als eher zweitrangiges Danny-Kaye-Vehikel angesehen werden.“

„Anspruchsloses Verwechslungs- und Revuelustspiel mit einigen peinlichen Dialogen.“

Der Movie & Video Guide nannte die Produktion einen „lebhaften Musikfilm“.
Halliwell’s Film Guide erinnerte: „Zu seiner Zeit abgelehnt und der Geschmacklosigkeit geziehen, scheint der Film heute smarter und lustiger als vergleichbare Filme jener Zeit.“